# David Michener
David Gail Michener, né le 5 novembre 1932 à Los Angeles et mort le 15 février 2018 dans la même ville, est un animateur et scénariste américain d'origine norvégienne ayant travaillé pour les Studios Disney,,.

## Biographie
David Michener est né le 5 novembre 1932 à Los Angeles.
Après avoir fait des études à la Chouinard Art Institute, il commence sa carrière chez Disney en 1956 en tant qu'animateur du Mickey Mouse Club.
Il devient assistant animateur de Milt Kahl et participe à des films tels que La Belle au bois dormant (1959), Les 101 Dalmatiens (1961), Mary Poppins (1964), Winnie l'ourson dans le vent (1968) et Les Aristochats (1970).
David Michener devient scénariste sur Robin des Bois (1973), Les Aventures de Bernard et Bianca (1977), Rox et Rouky (1981) et Oliver et Compagnie (1988) et réalise Basil détective privé (1986) en compagnie de John Musker et Ron Clements.
Il se retire des studios Disney le 30 novembre 1987 et dirige les cours d'animation à CalArts.
Il décède le 15 février 2018 à l'âge de 85 ans à Los Angeles,.

## Filmographie
- 1968 : Winnie l'ourson dans le vent, animation (Grignotin, les éphélants)
- 1970 : Les Aristochats, animation (Duchesse, Napoléon)
- 1971 : L'Apprentie sorcière
- 1973 : Robin des Bois scénario
- 1977 : Les Aventures de Bernard et Bianca, scénario
- 1981 : Rox et Rouky, scénario
- 1986 : Basil, détective privé, réalisateur
- 1988 : Oliver et Compagnie, scénario
- 1989 : L'Excellente Aventure de Bill et Ted, supervision de l'animation
- 1990 : Les Jeston, le film, supervision de l'animation
- 1990 : La Brigade des rêves, série télévisée, supervision de l'animation
- 1990 : Tom et Jerry Kids, série télévisée, supervision de l'animation
- 1990 : Timeless Tales from Hallmark, série télévisée, supervision de l'animation
- 1990 : Gravedale High, série télévisée, supervision de l'animation
- 1993 : Le Voyage d'Edgar dans la forêt magique, réalisateur animation